# Xorides mayumbensis
Xorides mayumbensis är en stekelart som först beskrevs av Pierre L. G. Benoit 1952.  Xorides mayumbensis ingår i släktet Xorides och familjen brokparasitsteklar. Inga underarter finns listade i Catalogue of Life.